# Central Valley

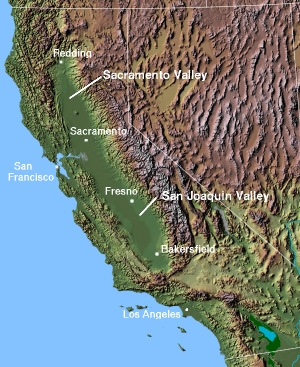
Central Valley

Central Valley (Centraldalen) är en dal som dominerar den centrala delen av Kalifornien i USA. Dalen är Kaliforniens mest produktiva jordbruksmarker. Dalens naturliga nederbörd räcker dock inte till för jordbruk. Därför har man dämt upp de floder som rinner ner från bergen och lett in vattnet till odlingarna. Genom detta har Kalifornien blivit Förenta staternas viktigaste frukt- och grönsaksproducent. Dalen sträcker sig 720 kilometer från nordväst till sydöst mot inlandet och parallellt med stillahavskusten. Den norra delen kallas Sacramentodalen och den södra halvan San Joaquindalen. Den södra delen är betydligt torrare än den norra delen. På sina håll går den över till semi-arid öken. Den har ett vinterregnsklimat, vilket betyder att sommaren är het och torr och vintern mild och regnig. 